# Clemência da Aquitânia
Clemência da Aquitânia (em francês: Clémence; 1060 - 4 de janeiro de 1142), foi por casamento condessa do Luxemburgo, de Wassenberg e de Guéldria.

## Relações familiares
Foi filha de Guilherme VII da Aquitânia, Duque da Aquitânia e de Ermesinda de Longwy.
Foi casada por duas vezes, a primeira 1075 Conrado I do Luxemburgo, Conde de Luxemburgo, de quem teve:
1. Henrique III do Luxemburgo (? - 1086), Conde de Luxemburgo,
2. Conrado de Luxemburgo, citado em 1080,
3. Matilde do Luxemburgo (1070 -?), casada com Godfrey de Bleisgau (1075 -?), Conde de Bleisgau,
4. Rodolfo do Luxemburgo (? - 1099), abade de Saint-Vannes em Verdun,
5. Ermesinda do Luxemburgo (1075 - 1143), casada por duas vezes, a primeira em 1096 com Alberto II Eguisheim (? - 1098), Conde de Eguisheim e Dagsbourg, e a segunda em 1101 com Godofredo I de Namur (1068 - 19 de Outubro de 1139), Conde de Namur,
6. Guilherme I do Luxemburgo (1081 - 1131), Conde de Luxemburgo.

Depois de viúva, voltou a casar, desta feita com Gerardo I de Wassenberg, Conde de Wassenberg e Guéldria, com quem teve:
1. Iolanda de Hainaut, casada por duas vezes, a primeira em 1107 para Balduíno III Hainaut (1088 - Terra Santa, 1120), conde de Hainaut e a segunda com Godfrey de Bouchain, Visconde de Valenciennes,
2. Gerard II Guelders (? - 1131), Conde de Guelders e Wassenberg.